# Bos sauveli
O kouprey ou kuprey (também escrito com C) (Bos sauveli) é uma espécie de bovino selvagem possivelmente extinto na natureza nativa da Indochina. A espécie sobrevive unicamente nas selvas do norte de Camboja, onde se encontra em perigo crítico de extinção. Estima-se que não devem existir mais de 250 exemplares sobre os que segue pendendo a ameaça da caça furtiva.
Esta espécie foi a última em descobrir-se entre as pertencentes ao gênero Bos (no que se incluem as vacas e touros domésticos), não recebendo nome até 1937. Como seus parentes selvagens mais próximos, possuem um marcado dimorfismo sexual; os machos adultos chegam a atingir dois metros de altura e 900 quilos de importância, enquanto as fêmeas são bem mais pequenas e menos robustas. Nos machos há ainda uma importuna papada proeminente. Assim mesmo, os cornos são completamente diferentes em ambos sexos: espiralizados de forma similar a um antílope ou uma cabra Markhor no caso das fêmeas, e longos, estendidos e curvados para acima e adiante no caso dos machos, de forma mais parecida aos de um búfalo ou um touro doméstico. A pelajem é pardo-grisáceo em ambos sexos.
Os kupreys vivem em terras baixas e colinas parcialmente cobertas por árvores, onde se alimentam de ervas. As fêmeas e suas crias vivem em rebanhos de até 20 indivíduos, aos que se unem machos adultos durante a estação seca (que acolhe a época de cria), sendo estes solitários o resto do ano. Passam as horas do dia, momento em que registram sua maior atividade, em zonas cobertas pelo manto protetor das árvores, enquanto pela noite se alimentam em áreas despejadas. Este comportamento pode ter-se visto influído pela perseguição do homem.
Seus predadores naturais mais importantes são provavelmente o tigre, o leopardo e o cão-selvagem-asiático. Não obstante, seu atual declive deve-se unicamente à ação do homem, manifestada pela caça excessiva, a destruição de sua hábitat, a extensão de doenças portadas por bovinos domésticos e a concorrência com estes pelos pastos.
Sua escassa distribuição e algumas de suas características, que recordam ao Zebu doméstico, têm levado a pensar em ocasiões que poderia se tratar de uma antiga espécie doméstica retornada ao estado selvagem ou o fruto de cruzamentos entre indivíduos silvestres e cativos. Os defensores da primeira hipótese têm sugerido o fim da civilização Khmer, no século XIII, como a data de origem do kouprey. Na atualidade, o kouprey é o símbolo da divisão tailandesa do WWF.